# Kölzin
Kölzin is een ortsteil in de Duitse gemeente Gützkow in Mecklenburg-Voor-Pommeren. Tot 25 mei 2014 was Kölzin een zelfstandige gemeente.

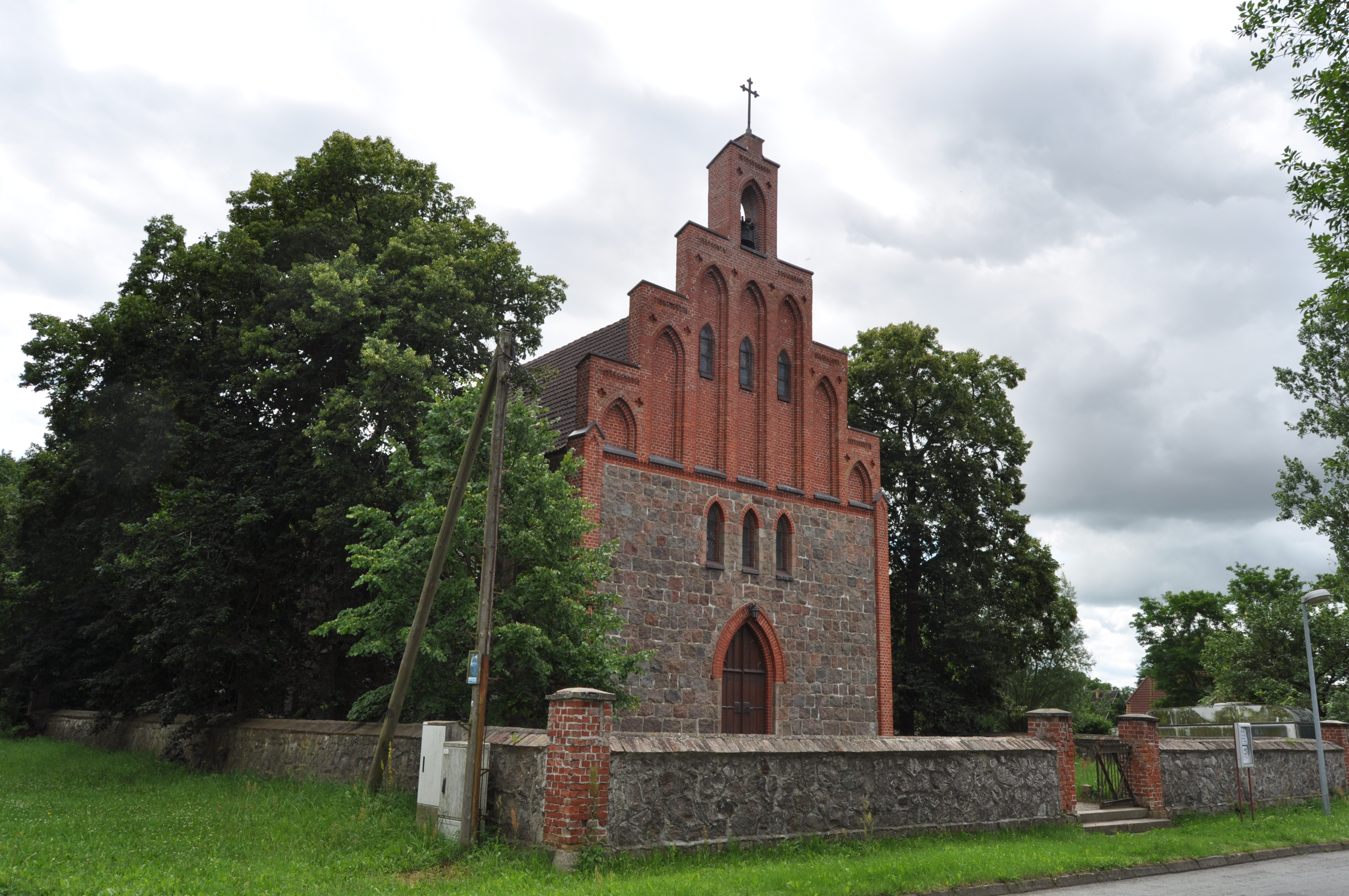
Kerk van Kölzin